# Роберто Бейлі
Роберто Бейлі (ісп. і англ. Roberto Bailey; нар. 10 серпня 1952 — пом. 11 червня 2019) — гондураський футболіст, півзахисник. Учасник чемпіонату світу 1982 року.

## Кар'єра

### Клубна
Роберто Бейлі грав за клуби «Вікторія» і «Марафон» у футбольній лізі Гондурасу.

### У збірній
У складі збірної був на чемпіонаті світу 1982 року в Іспанії, однак на поле не виходив.

## Титули і досягнення
- Переможець Чемпіонату націй КОНКАКАФ: 1981
- Срібний призер Чемпіонату націй КОНКАКАФ: 1985